# 朱华山
朱華山（1964年1月—），男，漢族，湖南資興人，在職研究生學歷。1984年8月參加工作，1987年1月加入中國共產黨。

## 生平
1984年8月，進入昆明工學院工作，之後調任雲南省教育部門並長期任職，曾任雲南省招生考試委員會辦公室主任。2008年12月，出任雲南省招生考試院院長。2012年9月，兼任昆明學院黨委副書記、校長。2013年3月，獲任命為雲南省教育廳副廳長。
2020年7月28日，雲南省紀委監委宣布朱華山涉嫌嚴重違紀違法，正在接受紀律審查和監察調查。